# Ряшенцев Юрій Євгенович
Юрій Євгенович Ряшенцев (рос. Юрий Евгеньевич Ряшенцев; * 16 червня 1931, Ленінград, РРФСР, СРСР) — радянський і російський поет, прозаїк, сценарист, автор текстів пісень для театру і кіно, майстер мюзиклу, перекладач. Член Спілки письменників Росії (з 1970) і російського ПЕН-клубу (з 1989).

## Біографічні відомості
Народився Ленінграді 16 червня 1931 р. У 1954 закінчив філологічний факультет Московський педагогічний інститут імені В. І. Леніна.
Друкується з 1955 року. Автор книг віршів та прози.
Як автор текстів пісень для театру і кіно співпрацював з Давидом Тухмановим, Максимом Дунаєвським, Віктором Лебедєвим, Олександром Басилая, Анатолієм Кроллом, Нодаром Ніколаішвілі.
Пісні на його вірші виконували Михайло Боярський, Микола Караченцов, Аліса Фрейндліх, Андрій Миронов, Людмила Гурченко, Дмитро Харатьян, Павло Сміян, Микола Носков, Валентин Гафт, Сергій Маховиков, Зиновій Гердт та інші.

## Політичні погляди
У березні 2014 року, після російської інтервенції в Україну, разом з рядом інших відомих діячів науки і культури Росії висловив свою незгоду з політикою російської влади в Криму. Свою позицію вони виклали у відкритому листі.

## Нагороди і премії
- Премія журналу «Аріон» (1995)
- Державна премія імені Булата Окуджави 2002 року (13.02.2003)
- Міжнародна премія ім. М. Ю. Лермонтова
- Національна премія «Музичне серце театру» (2009)
- Національна премія «Книга року - 2021» (за поетичну збірку «Ємелине озеро»)

## Творчість

### Вірші і проза
(російською)
- «Очаг» (стихи). М., Молодая гвардия, 1967
- «Часы над переулком» (стихи) М., Советский писатель, 1972
- «Иверская сторона» (стихи и переводы) Тбилиси, 1981
- «Високосный год» (поэма) М., Советский писатель, 1983
- «Дождливый четверг» (стихи) М., Советский писатель, 1990
- «Слава Богу, у друзей есть шпаги!..» (сборник стихотворений, 1997)
- «Прощание с империей» (сборник стихотворений, 2000)
- «В Маковниках и больше нигде» (2001)
- «Любовные долги» (сборник стихотворений, 2000)
- «Ланфрен-Ланфра» (сборник стихотворений, 2002)
- «Избранное» (2008)
- «Царь горы» (поэма, 2008)
- «В кружащей лодке» (сборник стихотворений, 2019)
- «Емелино озеро» (сборник стихотворений, 2020)
- «Часовая стрелка» (сборник стихотворений, 2021)

Переклади
- Бадаев А. Д. Стихи. / Пер. с бурятского Ю. Ряшенцева. Улан-Удэ, 1973
- Лордкипанидзе З. С. Тихий витязь. / Пер с грузинского Ю. Ряшенцева. Тбилиси, 1974

### Фільмографія
Сценарист:
- «Бідна Ліза» (1978, фільм-спектакль)
- «Весела хроніка небезпечної подорожі» (1986, у співавт.)
- «І ось я...» (1992, к/м)
- «Гамбрінус» (1992, у співавт., фільм-спектакль)
- «Ангел з недопалком» (1998, фільм-вистава)

Кінороль:
- «Забута мелодія для флейти» (1987, епізод (у сцені, де В. Гафт виконує «Куплети бюрократа» в електричці)

Автор текстів пісень до фільмів:
- «Знайомтеся, Балуєв» (1963)
- «Зустріч в горах» (1966)
- «Такі різні характери» (1976)
- «Перед екзаменом» (1977)
- «Д'Артаньян та три мушкетери» (1978)
- рос. «Дороже жемчуга и злата» (1980)
- «Будьте моїм чоловіком» (1981)
- «Рецепт її молодості» (1983)
- «Аплодисменти, аплодисменти...» (1984)
- «Золота рибка» (1985)
- «Подорож мсьє Перрішона» (1986)
- «Гардемарини, вперед!» (1987)
- «Забута мелодія для флейти» (1987)
- «Острів загиблих кораблів» (1987)
- «Свавілля» (1989)
- «Самовбивця» (1990)
- «Віват, гардемарини!» (1991)
- «Гардемарини 3» (1992)
- «Балерина» (1993)
- «Простодушний» (1994)
- «Померти від щастя і любові» (1996)
- «Привіт від Чарлі-трубача» (1998)
- «Ангел з недопалком» (1998, фільм-вистава)
- «Що сказав небіжчик» (1999, телесеріал)
- «Гра в кохання» (2000)
- «Старі шкапи» (2000)
- «Заздрість богів» (2000)
- «Жіноче щастя» (2001)
- «Іванов і Рабінович» (2004)
- «Сатісфакція» (2005)
- «Андерсен. Життя без любові» (2006)
- «Віват, Анно!» (2008)
- «Чоловік у моїй голові» (2009)
- «Літо індиго — незвичайна історія» (2011)
- «Не бійся, я з тобою! 1919» (2013)